# 獵戶座V1155
獵戶座V1155，又名BD+17 1203，HD 43819、SAO 95519、HR 2258，是獵戶座的一颗恒星，视星等为6.32，位于銀經193.88，銀緯0.92，其B1900.0坐标为赤經6h 13m 12.9s，赤緯+17° 0.92′ 52″。